# Вильциг, Айван
А́йван Ви́льциг (англ. Ivan L. Wilzig; род. 6 января 1956, Ньюарк, Нью-Джерси, США), более известен под своими артистическими псевдонимами Sir Ivan и Peaceman — американский музыкант, автор техно-ремиксов песен 1960-х годов, в частности «San Francisco» и «Imagine». Самый коммерчески успешный сингл Айвана Вильцига, «Hare Krishna», в апреле 2011 года поднялся до 10-го места в Hot Dance Club Songs — хит-параде танцевальной музыки журнала Billboard. В 2007 году сыграл роль еврейского супергероя Mr. Mitzvah во втором сезоне реалити-шоу Who Wants to Be a Superhero?. Айван Вильциг также является основателем благотворительного фонда Peaceman Foundation.